# Спринцовка
Спринцовката е медицински инструмент, предназначен за изтегляне или впръскване на течност в тялото. Типичната спринцовка се състои от тръба, в която се движи бутало. Работи на принципа на всмукването – изтеглянето на буталото създава ниско налягане, което кара течността да нахлуе в тръбата, а натискането му изхвърля течността.
Вливането на някакво вещество в тялото с помощта на спринцовка и игла се нарича инжекция. Понякога спринцовките биват наричани неправилно с този термин.

## Спринцовки с игли
Спринцовките се използват в комбинация с подкожни игли за инжектиране на течности или газове в телесните тъкани, или за изтеглянето им от тялото. Типични употреби от първия вид са поставянето на ваксина и инжектирането на инсулин, а от втория – вземането на венозна кръв за изследвания.
Тялото на спринцовката обикновено е направено от стъкло или прозрачна пластмаса и има нанесени деления, помагащи за определянето на съдържащата се в спринцовката течност. В наши дни спринцовките обикновено са пластмасови, което ги прави по-евтини и позволява да се изхвърлят след употреба (спринцовки за еднократна употреба), за да се предотврати разпространението на болести, предавани по кръвен път.